# Boulay-Moselle
Boulay-Moselle település Franciaországban, Moselle megyében. Lakosainak száma 5479 fő (2022. január 1.). Boulay-Moselle Roupeldange, Denting, Helstroff, Hinckange, Momerstroff és Ottonville községekkel határos.

## Népesség
A település népességének változása:
| Lakosok száma | 3314 | 4336 | 4422 | 4670 | 5578 | 5621 | 5587 | 5580 | 5565 | 5479 |
|               | 1968 | 1982 | 1990 | 2006 | 2013 | 2015 | 2017 | 2019 | 2020 | 2022 |